# Constantin Klaps Constantinescu
Constantin Klaps Constantinescu (n. 22 iunie 1911) a fost un deputat român în legislatura 1990-1992, ales în municipiul București pe listele PNȚCD.